# Glyphonycteris daviesi
Glyphonyctère de Davies
Espèce
Répartition géographique
Statut de conservation UICN

 LC  : Préoccupation mineure
Glyphonycteris daviesi est une espèce sud-américaine de chauves-souris de la famille des Phyllostomidae.

## Description
Glyphonycteris daviesi a une longueur de tête et de corps comprise entre 63 et 84 mm, une longueur de l'avant-bras entre 54 et  58 mm, une longueur de queue entre 5 et  11 mm, une longueur de pied entre 17 et  20 mm, la longueur des oreilles entre 27 et  31 mm et un poids allant jusqu'à  30 g. Il est l'espèce la plus grande du Glyphonycteris.
La fourrure est longue et laineuse. Les parties dorsales sont brun grisâtre foncé, tandis que les parties ventrales sont légèrement plus claires. Le museau est allongé, équipé d'une feuille nasale lancéolée dont la partie antérieure est large et séparée de la lèvre supérieure. Les incisives sont aussi longues que les canines. Sur le menton se trouve une rainure longitudinale entourée d'un coussinet charnu en forme de V. Les oreilles sont grandes, séparées les unes des autres, triangulaires et pointues. Le tragus est petit, triangulaire et pointu. Les pieds sont longs et couverts de poils. La queue est courte et est entièrement incluse dans la membrane interfémorale. Le calcar est plus court que le pied.
Le caryotype est 2n=28 FNa=52.

## Répartition
Glyphonycteris daviesi est présent dans l'est du Honduras, au Nicaragua, au Costa Rica et au Panama, au nord et sud de la Colombie, au Venezuela, au Guyana, au Suriname, en Guyane, au centre et à l'est de l'Équateur, à l'est du Pérou, au nord, ouest et nord-est du Brésil, au nord de la Bolivie et sur l'île de Trinidad.
Il vit dans les forêts sempervirentes matures  jusqu'à 500 mètres d'altitude.

## Comportement

### Habitation
Glyphonycteris daviesi se réfugie dans les cavités des arbres dans des groupes comprenant les deux sexes et leurs petits.
Ils sont capables de s'échapper des sacs en tissu, où ils furent après avoir été capturés, en mâchant le tissu. Cette fonctionnalité semble assez rare chez les chauves-souris.

### Alimentation
Il se nourrit d'insectes et de petits vertébrés comme les grenouilles, et parfois des fruits.

### Reproduction
Des femelles en lactation furent observées en mars au Panama et en août au Brésil, tandis que d'autres furent enceintes en août au Pérou.

## Classification
L'espèce est initialement décrite sous le nom de Barticonycteris daviesi, comme la seule espèce du genre.
Le nom valide complet (avec auteur) de ce taxon est Glyphonycteris daviesi Hill, 1964.
Ce taxon porte en français le nom vernaculaire ou normalisé suivant : Glyphonyctère de Davies.
Glyphonycteris daviesi a pour synonyme :
- Micronycteris daviesi (Hill, 1964).

### Étymologie
Son épithète spécifique est un hommage à James (Jim) Noel Davies qui le découvre lors d'une expédition de l'université de Cambridge dans la réserve de forêt tropicale près de Bartica, au Guyana.